# Валмики (национальный парк)
Валмики (англ. Valmiki National Park; хинди वाल्मीकि राष्ट्रीय अभयारण्य) — один из национальных парков Индии. Расположен в округе Западный Чампаран на северо-западе штата Бихар. Площадь составляет 335,65 км². Территория расположена над уровнем моря на высотах от 125 до 880 метров. Основан в 1990 году. Является одним из тигриных заповедников Индии (здесь обитает единственная популяция тигров в Бихаре). Среди других важных млекопитающих можно отметить цивету и красного волка, водятся и другие виды, характерные для фауны северной Индии.
Лучшее время для посещения парка — с начала июня по конец октября. Ближайший аэропорт находится в Патне, в 295 км от парка.